# Geocapromys columbianus
Geocapromys columbianus е изчезнал вид бозайник от семейство Хутиеви (Capromyidae).